# Liste der Bodendenkmäler in Planegg
Auf dieser Seite sind die Bodendenkmäler in der oberbayerischen Gemeinde Planegg zusammengestellt. Diese Tabelle ist eine Teilliste der Liste der Bodendenkmäler in Bayern. Grundlage ist die Bayerische Denkmalliste, die auf Basis des Bayerischen Denkmalschutzgesetzes vom 1. Oktober 1973 erstmals erstellt wurde und seither durch das Bayerische Landesamt für Denkmalpflege geführt wird. Die folgenden Angaben ersetzen nicht die rechtsverbindliche Auskunft der Denkmalschutzbehörde.

## Bodendenkmäler der Gemeinde

### Bodendenkmäler in der Gemarkung Planegg
| Lage | Objekt | Akten-Nr.     | Bild           |
| --- | --- | ------------- | -------------- |
| Planegg (Standort)                                                                                             | Verebnete Grabhügel vorgeschichtlicher Zeitstellung. | D-1-7834-0151 |                |
| Planegg (Standort)                                                                                             | Siedlung vor- und frühgeschichtlicher Zeitstellung. | D-1-7834-0155 |                |
| Planegg Nähe Bahnhofstraße; Nähe Bräuhausstraße; Pasinger Straße 5, 3, 1a und 9; Münchner Straße 2c (Standort) | Untertägige mittelalterliche und frühneuzeitliche Befunde im Bereich von Schloss Planegg und seiner Vorgängerbauten mit abgegangener barocker Gartenanlage. Siehe auch: Schloss Planegg    | D-1-7834-0357 | weitere Bilder |
| Planegg Kirchplatz 2 (Standort)                                                                                | Untertägige mittelalterliche und frühneuzeitliche Befunde im Bereich der Katholischen Filialkirche St. Martin in Martinsried und ihres Vorgängerbaus. Siehe auch: St. Martin (Martinsried) | D-1-7834-0359 | weitere Bilder |
| Planegg (Standort)                                                                                             | Untertägige mittelalterliche und frühneuzeitliche Befunde im Bereich der Katholischen Filialkirche St. Georg in Steinkirchen und ihres Vorgängerbaus.                                      | D-1-7834-0361 |                |
| Planegg (Standort)                                                                                             | Untertägige frühneuzeitliche Befunde im Bereich der Katholischen Wallfahrtskirche Maria Eich bei Planegg mit ehemalige Eremitenklause. Siehe auch: Maria Eich                              | D-1-7834-0376 | weitere Bilder |
| Planegg (Standort)                                                                                             | Siedlung und Handwerksareal des späten Mittelalters. | D-1-7834-0404 |                |
| Planegg (Standort)                                                                                             | Grabhügel mit Bestattungen der Hallstattzeit. | D-1-7934-0028 |                |
| Planegg (Standort)                                                                                             | Verebneter Grabhügel vorgeschichtlicher Zeitstellung. | D-1-7934-0088 |                |
| Planegg (Standort)                                                                                             | Grabhügel mit Bestattungen der späten Hallstattzeit. | D-1-7934-0113 |                |
| Planegg (Standort)                                                                                             | Grabhügel vorgeschichtlicher Zeitstellung. | D-1-7934-0114 |                |